# Daulet Nijazbiekow
Daulet Szorajewicz Nijazbiekow (ros. Даулет Шораевич Ниязбеков; ur. 12 lutego 1989) – kazachski zapaśnik w stylu wolnym. Olimpijczyk z Londynu 2012, gdzie zajął piąte miejsce w kategorii 55 kg i piąty w Tokio 2020 w wadze 65 kg.
Srebrny medalista mistrzostw świata w 2019 i brązowy w 2011. Piąty na igrzyskach azjatyckich w 2014 i ósmy w 2010. Złoty medal na mistrzostwach Azji w 2015, 2016 i 2018, a brązowy w 2013, 2014, 2017 i 2020. Dziewiąty w Pucharze Świata w 2012 i dziesiąty w 2013 roku.